# Vladimír Růžička
Vladimír Ružicka, född 6 juni 1963 i Most i dåvarande Tjeckoslovakien, nuvarande Tjeckien, är en tjeckisk ishockeytränare och tidigare ishockeyspelare, som sedan 2001 är chefstränare för HC Slavia Prag i den tjeckiska ligan, kallad Extraliga. Han blev 2008 utnämnd till chefstränare för Tjeckiens herrlandslag i ishockey. Under sin tid som spelare representerade han bland annat Edmonton Oilers, Boston Bruins och Ottawa Senators i NHL, under totalt 263 matcher.

## Karriär som spelare
Vladimír Ružicka startade sin karriär i klubben HC Chemopetrol Litvínov i den tjeckoslovakiska ligan i ishockey från 1979. Han blev 1982 draftad av Toronto Maple Leafs men fortsatte spela i den Tjeckoslovakiska ligan med HC Dukla Trencín, från 1987 till 1989. Under denna period vann han utmärkelsen som bästa spelare i Tjeckoslovakien, den Gyllene Ishockeyklubban, eller Zlatá hokejka på tjeckiska, två gånger. Sin första klubb i Nordamerika blev Edmonton Oilers, som tog över spelrätten från Toronto. Edmonton Oilers vann Stanley Cup 1989/1990 dock utan Ružicka i laget. Han blev 1990 bytt i en överenskommelse till Boston Bruins, där han under säsongen 1991/1992 gjorde 39 mål och 36 assist.
Inför säsongen 1992/1993 skrev han kontrakt med Ottawa Senators, och han fick kontrakt som free agent. Via EV Zug flyttade han 1994 tillbaka till Tjeckien och spel med Slavia Prag. Han avslutade sin karriär 2000. Han blev hyllad med en avskedsmatch som spelades mellan Vladimír Ružicka-Allstars och Jágr Team, en uppvisningsmatch som slutade 12-12. Bägge lagen bestod till största delen av aktiva eller före detta aktiva NHL-spelare eller stjärnor från Extraliga. Med i Vladimír Ružicka-Allstars spelade Vladimír Ružickas son, Vladimír Ružicka junior, som spelar i den tjeckiska ligan och i de tjeckiska juniorlandslagen.

### Internationellt
Sina största framgångar hade Vladimír Ružicka med det tjeckoslovakiska landslaget. Han blev juniorvärldsmästare 1982 och 1983 och världsmästare 1985. Han blev under dessa år uppmärksammad som bäste målskytt i J18 EM och U18 VM som målskytt och uttagen i All-Star team. Han vann OS-silver 1984. Efter delningen av Tjeckoslovakien, blev han OS-guldmedaljör med Tjeckiens herrlandslag i ishockey 1998 i Nagano. Totalt spelade han över 200 matcher och gjorde 112 mål.

## Karriär som tränare
Efter sitt avsked som spelare började Vladimír Ružicka arbeta som tränare för HC Slavia Prag. Där ledde han laget fram till liga-guld säsongen 2002-2003. Han blev under 2000 andre-tränare i Tjeckiens landslag, något som upprepades 2004. Under den sista perioden avled chefstränaren, Ivan Hlinka, och Vladimír Ružicka tog över ledningen och laget vann sedermera en guldmedalj vid VM 2005.
2008 blev han åter chefstränare efter det att Alois Hadamczik slutat. Vladimír Ružicka har just nu, december 2008, rollen som chefstränare både för landslaget och Slavia Prag.

## Meriter[1]
- J18 EM-guld 1979
- J18 EM-silver 1981
- U18 VM-silver 1982, 1983
- VM-guld 1985 och 2005 (coach)
- VM-silver 1983
- VM-brons 1987 och 1989
- EM-silver 1983, 1985 och 1989
- EM-brons 1987
- OS-guld 1998
- OS-silver 1984
- Tjeckisk mästare 2003 (coach)
- Kapten i tjeckoslovakiska landslaget 1998 i OS
- Utnämnd till årets tjeckoslovakiska spelare 1986 och 1988